# Cronologia dei computer dal 1950 al 1979
Questa voce presenta una cronologia di eventi nella storia dei computer dal 1950 al 1979. Per una narrazione in prosa, si veda la voce Storia del computer.

## 1950 – 1959
| Data         | Luogo       | Evento | Immagine |
| ------------ | ----------- | --- | -------- |
| 1950         | USA         | John William Mauchly e John Presper Eckert fondano la prima azienda che commercializza i computer. |          |
| 1950         | USA         | Viene avviato per la prima volta il SAGE (Semi Automatic Ground Environment), un sistema automatizzato per il tracciamento e l'intercettazione di aerei nemici nel Nord America. Sarà usato dal NORAD (North America Aerospace Defence Command), in Colorado, dai tardi anni Cinquanta fino agli anni Ottanta.                                                        |          |
| Ottobre 1950 | Regno Unito | Alan Turing propone in un articolo, Computing Machinery and Intellingence, nel giornale Mind, un test per determinare se un computer abbia una reale intelligenza; nel Test di Turing, come è noto, un computer che in una stanza può comunicare con umani in un'altra stanza, deve essere in grado di convincere gli umani che è intelligente (vedi Test di Turing). |          |
| 1951         | USA         | John William Mauchly e John Presper Eckert costruiscono l'UNIVAC 1, il primo calcolatore elettronico a essere commercializzato e il primo che memorizza i dati su un nastro magnetico; incorporava 100 circuiti ritardanti a mercurio e 5000 tubi a vuoto; a marzo il primo UNIVAC 1 viene installato nell'US Census Bureau.                                          |          |
| 1951         | Regno Unito | Ferranti introduce il Mark 1, il primo computer commerciale basato sul Mark 1 sviluppato da Tom Kilburn all'Università di Manchester. |          |
| 1951         | USA         | Il Whirlwind è il primo computer capace di elaborare in sistema real-time i dati; è usato nel SAGE system per elaborare i dati dalle stazioni radar. |          |
| 1951         | USA         | Remington introduce la memoria buffer, che immagazzina temporaneamente i dati da e per rallentare le periferiche, quindi alleggerendo il processore centrale per svolgere altre attività. |          |
| 1951         | USA         | William Shockley, Stanley Morgan, Morgan Sparks, e Gordon Teal, sviluppano il transistor a giunzione p-n; la Western Electric inizia la produzione commerciale dei transistor. |          |
| 1951         | USA         | Grace Murray Hopper sviluppa il primo compilatore, chiamato A0, che traduce il codice matematico simbolico in linguaggio macchina. |          |
| 1952         | USA         | IBM introduce l'IBM 701, anche chiamato Defense Calculator; è un computer a 36 bit del genere di von Neumann, sviluppato da Bob Overton Evans e colleghi, ed equipaggiato con una memoria elettrostatica di 4096 parole; vengono costruiti un totale di diciannove IBM 701.                                                                                           |          |
| 1952         | USA         | Il computer IAS di John von Neumann viene completato all'Institute for Advanced Studies a Princeton; è basato sull'architettura di von Neumann e ha capacità di calcolo parallelo. |          |
| 1953         | USA         | Viene introdotto il computer IBM 650, anche chiamato Magnetic Drum Calculator; è il primo computer a essere prodotto in grandi quantità; deriva dall'IBM 701 e ha una memoria di 1000 parole a 10 byte; prima dell'uscita dalla produzione nel 1969, ne vengono vendute 1500 unità.                                                                                   |          |
| 1953         | USA         | Ken Olsen costruisce il primo computer equipaggiato con memoria a nuclei di ferrite, un dispositivo di memorizzazione sviluppato nello stesso anno da Jay Forrester; il computer viene chiamato Memory Test ed esegue attività per l'operazione militare SAGE. |          |
| 1954         | USA         | Gordon Teal, della Texas Instruments, introduce il transistor di silicio, che è molto più economico da produrre della precedente versione basata sul germanio. |          |
| 1954         | USA         | Appare sul mercato la prima radio a transistor, la Regency; non solo è più piccola delle radio a tubi, ma costando $49,95, è anche più economica. |          |
| 1954         | USA         | L'UNIVAC 1103A è il primo computer commerciale equipaggiato con memoria a nuclei di ferrite; è 50 volte più veloce dell'UNIVAC 1. |          |
| 1954         | USA         | John Backus pubblica un report preliminare, Specifications for the IBM mathematical FORmula TRANslating system – FORTRAN, che segna l'inizio dello sviluppo dei veri e propri linguaggi di programmazione. |          |
| 1954         | USA         | Earl Masterson sviluppa la Uniprinter per usarla con i computer; nota come stampante a linee, essa è capace di stampare 600 linee per minuto. |          |
| 1955         | USA         | Bell Telephone costruisce il primo computer che usa transistor piuttosto che tubi elettronici. |          |
| 1955         | USA         | Lo scienziato Narinder S. Kapany introduce la fibra ottica. |          |
| 1955         | USA         | Jack Gilmore completa il TX-0, una interfaccia uomo-macchina che usa tubi a raggi catodici per visualizzare, una penna ottica, un flexowriter, a tasti funzione; è il precursore del moderno terminale video. |          |
| 1956         | USA         | UNIVAC introduce il primo computer commerciale della seconda generazione; usa transistor invece che tubi a vuoto, rendendo le operazioni meno costose e più affidabili. |          |
| 1956         | USA         | IBM introduce il Model 305 Business Computer; può memorizzare e accedere a 20 megabyte da quattro elementi di memoria a disco. |          |
| 1956         | USA         | IBM introduce l'hard disk per la memorizzazione dei dati; il sistema chiamato RAMAC (Random Access Method of Accounting and Control) fa uso di indici per localizzare l'informazione sui dischi. |          |
| 1956         | USA         | John Backus e un team alla IBM, completano FORTRAN 1, il primo linguaggio di programmazione informatico a pieno titolo; precedentemente, i programmi informatici andavano installati nel linguaggio macchina. |          |
| 1958         | USA         | H.A. Simon, Allen Newell e C. Shaw, sviluppano il programma GPS (General Problem Solver); è un derivato di Logic Theorist ed è una prima forma di programma IA. |          |
| 1958         | USA         | Jack Kilby e Robert Noyce indipendentemente inventano il circuito integrato, un dispositivo che contiene svariate componenti elettroniche su un solo chip di silicio; i circuiti integrati diverranno entro pochi anni i principali componenti dei computer. |          |
| 1959         | USA         | John McCarthy e Marvin Minsky fondano l'Artificial Intelligence Department al MIT. |          |
| 1959         | USA         | Grace Murray Hopper e Charles Phillips inventano COBOL, il Common Business Oriented Language, un linguaggio informatico progettato per usi aziendali. |          |
| 1959         | USA         | John McCarthy completa la prima versione di LISP (List Processing), un linguaggio di programmazione dedicato alle applicazioni di intelligenza artificiale. |          |

## 1960 – 1969
| Data          | Luogo       | Evento | Immagine |
| ------------- | ----------- | --- | -------- |
| 1960          | USA         | Remington Rand, costruttore di UNIVAC, completa il Livermore Advances Research Computer, o LARC, per i Lawrence Livermore Laboratories; con 60.000 transistor, è il primo grande computer scientifico a usare transistor. |          |
| Novembre 1960 | USA         | La Digital Equipment Corporation, guidata da Ken Olsen, introduce il PDP-1, un computer con una memoria massima di 65.536 parole; è il primo computer commerciale con tastiera e un monitor per mostrare cosa l'utente ha immesso; per la sua dimensione e configurazione, è il precursore del mini-computer. |          |
| 1960          | USA         | Frank Rosenblatt completa il computer Perceptron alla Cornell University; è il primo computer che può imparare nuove abilità attraverso un approccio trial and error, usando un tipo di rete neurale che simula i processi intellettivi umani. |          |
| 1960          | USA Europa  | Da un incontro tra informatici europei e americani a Parigi, si perviene a un insieme di standard per il linguaggio di programmazione ALGOL (ALGOrithmic Language), basato su piani promossi alla conferenza del 1958 di Zurigo; nonostante vi sia grande interesse per ALGOL in Europa, in America viene preferito COBOL. |          |
| 1961          | USA         | IBM completa il computer 7030, contenente 169.100 transistor, per i Los Alamos Laboratories; soprannominato "Stretch", si suppone sia 100 volte più veloce dell'allora mainframe IBM 704, ma lo è solo di 30 volte. |          |
| 1961          | Mondo       | Entrano in uso al MIT e in altre facoltà sistemi computerizzati. |          |
| 1961          | USA         | Negli Stati Uniti, le stazioni radio FM iniziano a trasmettere suoni stereofonici. |          |
| 1962          | Olanda      | Philips introduce la Compact Cassette, anche conosciuta come audiocassetta, per registrare suoni su nastro magnetico. |          |
| 1962          |             | Nick Holonyak, Jr. inventa il LED (light-emitting diode). |          |
| 1963          | Giappone    | I diodi a semiconduttori che usano l'effetto tunnel entrano in vendita solo 6 anni dopo che tale effetto era stato scoperto da Leo Esaki. |          |
| 1963          | USA         | Lotfi Zadeh inizia il suo lavoro sulla logica fuzzy all'Università della California a Berkeley; la prima applicazione sarà fatta 25 anni dopo, quando in Giappone il sistema ferroviario sotterraneo a Sendai sarà equipaggiato con computer basati sulla logica fuzzy. |          |
| 1963          | USA         | La American Standard Association adotta l'ASCII (American Standard Code for Information Interchange), che, usando 7 bit, permette la trasmissione di 128 caratteri differenti; lo standard ASCII sarà accettato nel 1966 dalla ISO (International Standard Organization). |          |
| 1964          | USA         | La Control Data Corporation introduce il CDC 6600, progettato da Seymour Cray; il 6600 è spesso considerato il primo supercomputer che sia diventato un successo commerciale; ha una velocità di 9 megaflops. |          |
| 1964          | USA         | L'IBM 360, progettato da Gene Amdahl, viene introdotto; il computer è compatibile con un ampio range di periferiche e diviene un successo commerciale. |          |
| 1964          | USA         | Vengono proposti i primi piani dall'ARPA (Advanced Research Project Agency) del Dipartimento della Difesa statunitense per istituire ARPANET, una rete di computer che può connettere tipi diversi di computer e usa la commutazione di pacchetto per la comunicazione; la rete diverrà operativa nel 1969. |          |
| 1964          | USA         | Intelsat (International Telecommunications Satellite Organization) viene fondata dagli USA e altri diciassette paesi per sviluppare un sistema satellitare di telecomunicazione commerciale globale. |          |
| 1965          | USA         | Burroughs, implementando un progetto di un team guidato da Dan Slotnick, sviluppa ILLIAC IV (Illinois Automatic Computer), il primo computer che utilizza un design parallelo non-von Neumann (più tardi conosciuta come architettura parallela); possiede 64 identici computer scalari che operano in parallelo; in seguito i computer paralleli utilizzeranno microprocessori invece che computer separati.                                                                                    |          |
| 1965          | Italia      | Olivetti presenta alla fiera BEMA di New York il primo Desktop computer e considerabile il primo Personal Computer, dal design elegante e dalla potenza elaborativa elevata per l'epoca rispetto allo spazio occupato: la Programma 101. Viene chiamata anche affettuosamente anche "Perottina" dal nome del suo progettista, l'ingegner Pier Giorgio Perotto. Concepita per trovare spazio sulla scrivania di ogni ufficio, viene lanciata ad un prezzo davvero contenuto per l'epoca: 3.200 $. |          |
| 1965          | USA         | La Digital Equipment Corporation (DEC) introduce il PDP-8 (Programmed Data Processor), il primo mini-computer; un mini-computer, confrontato con un mainframe è più facile da utilizzare ed economico ($18.000); possiede 4K di memoria a nuclei di ferrite; l'introduzione dei minicomputer inaugura l'inizio di una diffusa computerizzazione nel business e nell'istruzione. |          |
| 1965          | ?           | I designer producono chip con una densità dei componenti di 1000 per cm² (middle scale integration o MSI). |          |
| 1965          | USA         | John Kemeny e Thomas Kurtz sviluppano BASIC (Beginners All-purpose Symbolic Instruction Code), un linguaggio informatico per i novizi; diventa il principale linguaggio di programmazione utilizzato dai proprietari di personal computer, sebbene la maggior parte dei programmi in commercio per personal computer siano scritti in linguaggi più sofisticati. |          |
| 1965          | USA         | Joseph Weizenbaum al MIT sviluppa ELIZA, un programma informatico per lo studio della comunicazione attraverso linguaggio naturale tra uomo e macchina; può tenere una conversazione, chiedendo all'utente cose inerenti ai suoi problemi psicologici. |          |
| 1965          | USA         | Early Bird (Intelsat 1) è il primo satellite di telecomunicazioni commerciale posizionato in un'orbita geostazionaria da Intelsat; può tenere 240 conversazioni telefoniche simultaneamente. |          |
| 1965          | URSS        | L'Unione Sovietica lancia il suo primo satellite di comunicazione domestica, Molniya. |          |
| 1966          | Regno Unito | Charles Kao e Georges Hockham degli Standard Telecommunications Laboratories, dimostrano che fibre di vetro veramente puro possono essere utilizzate per la trasmissione della luce (carica di dati) per lunghe distanze, rimpiazzando il tradizionale cavo in rame e la corrente elettrica per questo scopo. |          |
| 1966          | USA         | Ray Milton Dolby sviluppa un metodo per eliminare il suono di sottofondo nelle registrazioni; "Dolby sound" inoltre migliora la fedeltà in altri modi, e diventa una caratteristica standard in molti riproduttori di musica registrata come nel cinema. |          |
| 1967          | USA         | Hell Digiset e RCA Videocom introducono macchine di fotocomposizione che usano tubi a raggi catodici. |          |
| 1968          | USA         | La Control Data Corporation lancia il supercomputer CDC 7600, progettato da Seymour Cray, il più potente computer fino all'apparizione del supercomputer Cray del 1976; molti considerano il 7600 come il secondo supercomputer commerciale più di successo, preceduto dal 6600, anch'esso sviluppato da Cray; il 7600 ha una velocità di circa 40 megaflops. |          |
| 1968          | USA         | Burroughs introduce il B2500 e il B3500, i primi computer che incorporano i circuiti integrati. |          |
| 1968          | USA         | Gordon Moore e Robert Noyce, entrambi usciti dalla Fairchild Semiconductor, fondano AMD con l'intenzione di produrre circuiti integrati. |          |
| 1968          | USA         | Douglas Engelbart mostra, durante una conferenza autunnale sull'informatica a San Francisco, il mouse; è un dispositivo che muove un puntatore sul monitor del computer e fornisce semplici comandi "esecutivi"; il mouse sarà in seguito adottato da Apple per i computer Lisa e Macintosh e quindi diffuso in tutta l'industria. |          |
| 1968          | Italia      | In questo periodo inizia la vendita del calcolatore italiano Selenia Gp-16, nato per uso industriale. Esso è il primo minicomputer di terza generazione progettato in Europa. |          |
| 1969          | USA         | Viene introdotto lo standard RS-232-C per lo scambio di dati tra computer e periferiche, come i modem, per trasmissione seriale di dati. |          |

## 1970 – 1979
| Data | Luogo           | Evento | Immagine |  |
| ---- | --------------- | --- | -------- |  |
| 1970 | USA             | La Control Data Corporation introduce il computer STAR 100, che ha un'architettura vettoriale – un design non-von Neumann, nel quale l'informazione viene elaborata in modo vettoriale invece che con i numeri; questo permette che un problema, se espresso in una forma vettoriale, possa essere risolto più velocemente.                                        |          |  |
| 1970 | USA             | Viene introdotta la tecnologia MOS (metaloxide semiconductor) per la fabbricazione di circuiti integrati, rendendoli più economici da produrre e permettendo una maggiore miniaturizzazione. |          |  |
| 1970 | USA             | Kenneth Thomson e Dennis Ritchie dei Bell Labs, sviluppano Unix, un sistema operativo per i piccoli-medi computer che diventa lo standard per i sistemi multitasking e multiutente. |          |  |
| 1970 | USA             | Xerox istituisce alla Stanford University, in California, il PARC (Palo Alto Research Center), una facoltà per la ricerca di computer non commerciali; il lavoro al PARC porterà allo sviluppo dell'Ethernet e al concetto di "icona". |          |  |
| 1970 | USA             | Lo svizzero Niklaus Wirth sviluppa Pascal, un popolare linguaggio di programmazione usato su computer domestici. |          |  |
| 1971 | ?               | Viene introdotto il floppy disk per la memorizzazione dei dati. |          |  |
| 1971 | USA             | Gary Boone e Michael Cochran sviluppano il microprocessore TSM 1000, il primo microprocessore brevettato; il 1000 combina circuiti di input, memoria, un processore centrale, e circuiti di output tutti quanti su un unico chip; il chip sarà largamente applicato delle calcolatrici tascabili.                                                                  |          |  |
| 1971 | USA             | Ted Hoff, Stanley Mazor, e Federico Faggin sviluppano il microprocessore Intel 4004; contiene 2300 transistor su un chip di silicio 7x7 mm e può elaborare 4 bit a un tasso di 60.000 cicli al secondo. |          |  |
| 1971 | USA             | Universal Data Machine Co. introduce la prima calcolatrice tascabile, la Pocketronic; può solo addizionare, sottrarre, moltiplicare e dividere; pesa più di 1 kg e costa circa $150. |          |  |
| 1971 | USA             | Raj Reddy sviluppa Hearsay, un programma informatico per il riconoscimento vocale; il suo progetto, SUR (Speech Understanding Research), è finanziato dal DARPA. |          |  |
| 1972 | USA             | Intel sviluppa il primo chip microprocessore a 8 bit, l'8008; è utilizzato nel "personal minicomputer" Mark-8, ma a causa del design povero, sarà rimpiazzato dal chip 8080 l'anno successivo. |          |  |
| 1972 | USA             | Odyssey, sviluppata da Magnavox, è la prima console per videogiochi. |          |  |
| 1972 | USA             | Nolan Bushnell inventa una videogioco con uno schermo a cristalli liquidi; il gioco, chiamato Pong, vende così bene che Bushnell fonda Atari, che più tardi inizia a produrre personal computer. |          |  |
| 1972 | USA             | Dennis Ritchie e Kenneth Thompson sviluppano il linguaggio di programmazione C. |          |  |
| 1972 | USA             | Alan Colmeraurer sviluppa PROLOG, un linguaggio informatico pensato per applicazioni di intelligenza artificiale. |          |  |
| 1972 | USA             | Alan Kay introduce SMALLTALK, un linguaggio informatico adattato specialmente per le grafiche, fra cui finestre e icone; è anche uno dei primi linguaggi orientati agli oggetti. |          |  |
| 1972 | ?               | Lexitron immette nel mercato il primo sistema di word processing. |          |  |
| 1973 | USA             | Il Pentagono inizia lo sviluppo del GPS (Global Positioning System) che consiste di 21 satelliti per scopi militari; ricevendo i segnali radio da tre o più satelliti, una persona può determinare una posizione sulla Terra entro 23 metri. |          |  |
| 1973 | ?               | 10.000 componenti vengono posizionati su un chip di area di 1 cm² usando una tecnica denominata large-scale integration (LSI). |          |  |
| 1973 | USA             | Thomas B. Martins e R.B. Cox sviluppano un sistema che permette a un computer di capire comandi vocali. |          |  |
| 1974 | USA             | Telenet Communications Corporation istituisce una rete di computer con terminali in tutto il mondo. |          |  |
| 1974 | USA             | Hewlett Packard introduce la calcolatrice tascabile programmabile HP-65. |          |  |
| 1974 | ?               | Diventa disponibile in commercio un chip di memoria per computer (D-RAM, che sta per dynamic random access memory) con 4 kilobit (4096 bit); sarà usato nei primi personal computer. |          |  |
| 1975 | Italia          | Il laboratorio CSELT produce la prima versione di MUSA, un sistema di sintesi vocale capace di leggere testi in italiano. Si tratta di uno dei primi sistemi di sintesi vocale. Una seconda versione del 1978 sarà capace di cantare in polifonia. |          |  |
| 1975 | USA             | Edward Roberts introduce uno dei primi personal computer, l'Altair 8800 sotto forma di kit, negli Stati Uniti; ha 256 byte di memoria. |          |  |
| 1975 | USA             | John Cocke e colleghi all'IBM, iniziano il Progetto 801, ovvero lo sviluppo di un minicomputer che impiega ciò che più tardi sarà noto come architettura RISC. |          |  |
| 1975 | USA             | Viene fondata la Zilog Corporation. |          |  |
| 1975 | USA             | Xerox sviluppa Ethernet, un protocollo di accesso per le LAN che hanno una struttura ad anello; pacchetti di dati trasportano un indirizzo permettendo al sistema di direzionarlo verso la propria destinazione. |          |  |
| 1975 | USA             | Michael Shrayer sviluppa l'Electric Pencil per il computer Altair; è il primo software di word processing per un personal computer. |          |  |
| 1975 | USA             | IBM introduce la stampante laser, che restituisce un risultato comparabile a quello della fotocomposizione. |          |  |
| 1975 | Italia          | Olivetti presenta alla Fiera di Hannover il personal computer Olivetti P6060, progettato dall'ingegner Pier Giorgio Perotto: è il primo personal computer in assoluto ad avere l'unità di lettura di floppy disk integrata. |          |  |
| 1975 | Regno Unito     | Sono commercializzati i primi display a cristalli liquidi per le calcolatrici tascabili e gli orologi digitali. |          |  |
| 1976 | USA             | Chuck Peddle sviluppa il microprocessore 6502, che impiega la tecnologia MOS e che sarà utilizzato nel computer Apple 2. |          |  |
| 1976 | USA             | Zilog sviluppa il microprocessore a 8 bit Z80, che contiene 64 kilobyte di memoria e ha una velocità di clock di 2,5 MHz (sarà incrementata a 8 MHz nel 1983). |          |  |
| 1976 | USA             | È disponibile in commercio un chip con 16 kilobit (16,384 bit) di memoria; sarà utilizzato più tardi nel primo personal computer IBM. |          |  |
| 1976 | USA             | Seymour Cray completa il Cray-1, il primo supercomputer con una architettura vettoriale. |          |  |
| 1976 | Giappone        | JVC introduce il formato VHS (video home system) per i nastri video. |          |  |
| 1976 | USA             | Gay Kildall sviluppa il CP/M (Control Program for Microcomputers), un sistema operativo largamente usato nei personal computer a 8 bit. |          |  |
| 1976 | USA             | IBM sviluppa la stampante a getto d'inchiostro. |          |  |
| 1977 | USA             | Steven P. Jobs e Stephen Wozniak introducono l'Apple 2, il primo personal computer disponibile in una forma preassemblata; rimarrà il computer più venduto fino all'introduzione del personal computer IBM. |          |  |
| 1977 | Italia          | Il 15 settembre viene effettuata la prima trasmissione in fibra ottica in area urbana a livello mondiale, a Torino, su progettazione del laboratorio CSELT. |          |  |
| 1977 | Italia          | Dopo due anni di progettazione, viene ultimato il DMD MD800, un personal computer progettato nel tempo libero da due ricercatori torinesi dello CSELT. |          |  |
| 1977 | USA             | Paul Allen e William Gates fondano Microsoft, che diventerà negli anni a seguire il più importante produttore di software per microcomputer. |          |  |
| 1978 | USA             | Intel introduce il suo primo processore a 16 bit, lo 8086; IBM usa una versione leggermente più semplificata, lo 8088, per la CPU nel suoi primo personal computer nel mercato, il PC. |          |  |
| 1978 | USA             | Apple produce la prima unità disco per usarla con i personal computer. |          |  |
| 1978 | Italia Giappone | Olivetti e Casio introducono macchine da scrivere elettroniche equipaggiate con una memoria per immagazzinare il testo. |          |  |
| 1978 | Europa          | Viene stabilito il primo collegamento telefonico via fibra ottica in Europa, tra Martlesham e Ipsiwich in Inghilterra. |          |  |
| 1979 | USA             | Motorola introduce il chip microprocessore 68000; ha una capacità di 24 bit per leggere la memoria e può scriverne 16 megabyte; sarà la base del computer Macintosh sviluppato da Apple. |          |  |
| 1979 | USA             | Steven Hofstein inventa il transistor a effetto di campo, usando la tecnologia MOSFET. |          |  |
| 1979 | Olanda Giappone | Philips e Sony portano il videodisco nel mercato; le immagini e i suoni sono registrate digitalmente come piccoli solchi sulla superficie del disco. |          |  |
| 1979 | Giappone        | La prima rete commerciale di telefoni cellulari viene costruita in Tokyo, Giappone; più tardi e nello stesso anno, i Bell Labs testano un sistema cellulare su 2000 utenti a Chicago. |          |  |
| 1979 | USA             | L'informatico e ragioniere Daniel Bricklin, e il programmatore Robert Frankston, sviluppano VisiCalc (Visibile Calculator), il primo programma di fogli di calcolo per il microcomputer; VisiCalc permette agli utenti di sviluppare applicazioni business senza dover imparare un linguaggio di programmazione; a partire dal 1985 vengono vendute 800 000 copie. |          |  |
| 1979 | USA             | L'High Order Language Working Group (HOLWG), istituito dal Pentagono, studiano la possibilità di un linguaggio standard che possa rimpiazzare i circa mille linguaggi usati dal Dipartimento della Difesa; Jean Ichbiah e colleghi sviluppano ADA per questo scopo.                                                                                                |          |  |

### Cronologie
- Cronologia dei computer fino al 1950
- Cronologia dei computer dal 1980 al 1989
- Cronologia dei computer dal 1990 al 1999
- Cronologia dei computer dal 2000 al 2009
- Cronologia dei computer dal 2010 al 2019